# Condado de Baker (Geórgia)
O Condado de Baker é um dos 159 condados do Estado americano de Geórgia. A sede do condado é Newton, e sua maior cidade é Newton. O condado possui uma área de 904 km², uma população de 4 074 habitantes, e uma densidade populacional de 5 hab/km² (segundo o censo nacional de 2000). O condado foi fundado em 12 de dezembro de 1825.